# Michael Lamey
Michael Lamey (ur. 29 listopada 1979 w Amsterdamie) – holenderski piłkarz, występował na pozycji obrońcy

## Kariera klubowa
Swoją profesjonalną karierę piłkarską Lamey rozpoczynał w RKC Waalwijk. Tam spędził łącznie dwa lata, zagrał w 47 meczach i zdobył trzy bramki w lidze. W 2002 roku przeniósł się do PSV Eindhoven, skąd był wypożyczany do AZ Alkmaar i Utrechtu. W Eredivisie rozegrał w sumie 116 spotkań, strzelając sześć bramek. W 2007 roku Lamey został piłkarzem niemieckiego Duisburga. Zagrał w klubie w 25 meczach w lidze i strzelił jednego gola. Następnie przez dwa lata grał w grał w Arminii Bielefeld. W 2010 roku został piłkarzem angielskiej drużyny Leicester City i wystąpił przez rok w 4 meczach ligowych. 13 czerwca 2011 podpisał roczny kontakt z Wisłą Kraków, z możliwością przedłużenia o kolejne dwanaście miesięcy. W październiku 2012 roku został po raz drugi w swojej karierze zawodnikiem RKC Waalwijk.

## Statystyki
(stan na 8 maja 2012)
| Sezon   | Klub              | Mecze | Bramki | Liga          | Kraj     |
| ------- | ----------------- | ----- | ------ | ------------- | -------- |
| 2000/01 | RKC Waalwijk      | 26    | 2      | Eredivisie    | Holandia |
| 2001/02 | RKC Waalwijk      | 21    | 1      | Eredivisie    | Holandia |
| 2002/03 | PSV Eindhoven     | 0     | 0      | Eredivisie    | Holandia |
| 2002/03 | AZ Alkmaar        | 14    | 1      | Eredivisie    | Holandia |
| 2003/04 | FC Utrecht        | 17    | 0      | Eredivisie    | Holandia |
| 2004/05 | PSV Eindhoven     | 5     | 1      | Eredivisie    | Holandia |
| 2005/06 | PSV Eindhoven     | 26    | 1      | Eredivisie    | Holandia |
| 2006/07 | PSV Eindhoven     | 7     | 0      | Eredivisie    | Holandia |
| 2007/08 | MSV Duisburg      | 25    | 1      | Bundesliga    | Niemcy   |
| 2008/09 | Arminia Bielefeld | 23    | 0      | Bundesliga    | Niemcy   |
| 2009/10 | Arminia Bielefeld | 26    | 1      | 2. Bundesliga | Niemcy   |
| 2010/11 | Leicester City    | 4     | 0      | Championship  | Anglia   |
| 2011/12 | Wisła Kraków      | 16    | 1      | Ekstraklasa   | Polska   |